# Lakhelyelhagyási tilalom
A lakhelyelhagyási tilalom a tartózkodási hely és a lakóhely szabad megválasztásához való jogot korlátozó kényszerintézkedés, amit a büntetőeljárás eredményessége érdekében a terhelttel szemben kizárólag a bíróság jogosult elrendelni. A lakhelyelhagyási tilalom hatálya alatt álló a meghatározott területet, körzetet engedély nélkül nem hagyhatja el, a tartózkodási helyét, illetőleg a lakóhelyét nem változtathatja meg.
Hatályos magyar szabályozása az 1998. évi XIX. törvény VIII. fejezet III. címében található.

## Elrendelésének feltételei
A lakhelyelhagyási tilalom akkor rendelhető el, ha az előzetes letartóztatás elrendelésének feltételei fennállnak, azonban ezeken felül teljesül, hogy
- a bűncselekmény jellegére vagy
- a terhelt személyi és családi körülményeire (különösen az egészségi állapotára, idős életkorára) vagy
- a terheltnek az eljárás során tanúsított magatartására

tekintettel az előzetes letartóztatással elérni kívánt célok így is elérhetők.

## Elrendelése
A bíróság a határozatában előírhatja, hogy a terhelt meghatározott időközönként jelentkezzen a rendőrségen és a lakóhelyelhagyási tilalom célját biztosító egyéb korlátozásokat is előírhat.

## Külső hivatkozások
- Nemzeti Jogszabálytár

## Lásd még
- Házi őrizet